# Paseo de la Castellana
Il Paseo de la Castellana è uno dei principali viali di Madrid (Spagna), attualmente con sei corsie centrali e quattro laterali, che percorre la città dalla Plaza de Colón, nel centro, fino al Nodo Nord. Il suo tracciato corrisponde a quello dell'antico letto fluviale dell'arroyo de la Fuente Castellana (fonte che sgorgava nella plaza de Castilla), fino ai cosiddetti Nuevos Ministerios. Da lì venne prolungato fino quasi all'antico paese di Fuencarral (oggi inglobato nella città di Madrid).
Assieme al Paseo del Prado e al Paseo de Recoletos forma un asse viario che attraversa Madrid da nord a sud. È previsto il suo prolungamento verso nord all'interno di un importante progetto urbanistico noto come "Operación Chamartín".

## Luoghi singolari del Paseo de la Castellana
Dopo il suo inizio nella Plaza de Colón, il Paseo presenta su ambo i margini una grande quantità di edifici pubblici, specialmente ministeri e ambasciate di diversi paesi. Sono edifici datati dalla fine del XIX secolo fino alla metà del XX secolo. In questo primo tratto, che è sinuoso e più stretto dei seguenti, si trovano le piazze di Emilio Castelar e del Doctor Marañón.
Dopo aver superato la plaza del Doctor Marañón, si trovano il Museo de Ciencias Naturales e la Escuela Técnica Superior de Ingenieros Industriales sul lato destro, e dopo la successiva piazza, San Juan de la Cruz, si trovano i Nuovi Ministeri, complesso che aggruppa vari edifici pubblici.
Una volta passati i Nuevos Ministerios, comincia un tratto di avenida posteriore al resto, conosciuto tra il 1952 e il 1981 come Avenida del Generalísimo, dove gli edifici predominanti sono tanto residenziali come adibiti ad uffici. In questo tratto si trova il complesso finanziario di AZCA, il più importante della città. Questo tratto del paseo è interrotto da tre piazze: Plaza de Lima, Plaza de Cuzco e Plaza de Castilla.
Attorno alla Plaza de Lima il Palacio Municipal de Exposiciones y Congresos e lo stadio Santiago Bernabéu, che ocuppano i terreni dell'antico ippodromo. Inoltre, questo tratto include due grandi terminal di trasporti, Plaza de Castilla e Nuevos Ministerios.
Passata la Plaza de Castilla, si trova l'ultimo tratto con caratteristiche di autostrada urbana, mancando in essa incroci a livello e semafori nella carreggiata centrale. Sul lato dispari si trova il nuovo complesso Cuatro Torres Business Area, nei terreni dell'antica città sportiva del Real Madrid.

## Galleria d'immagini

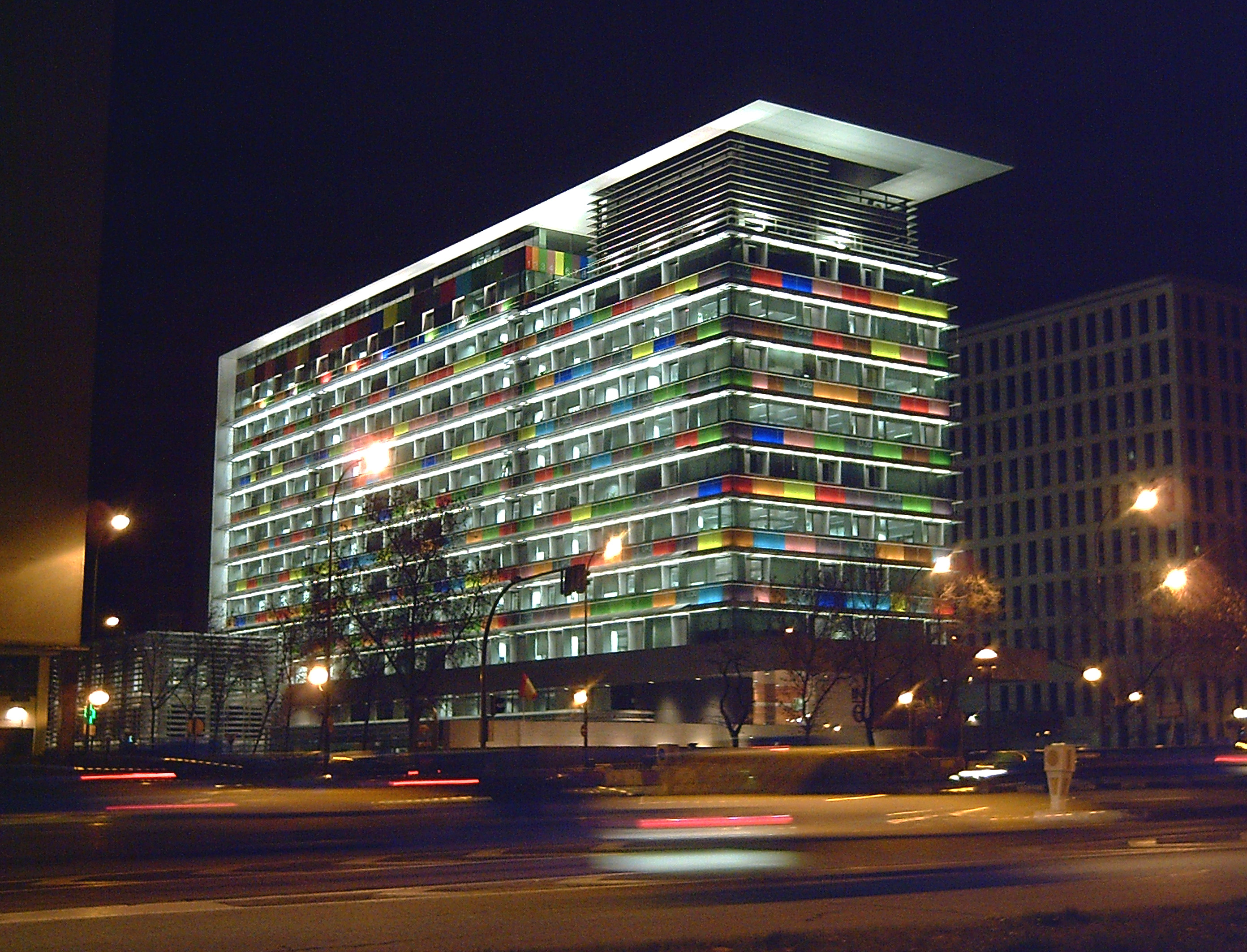
Edificio del INE
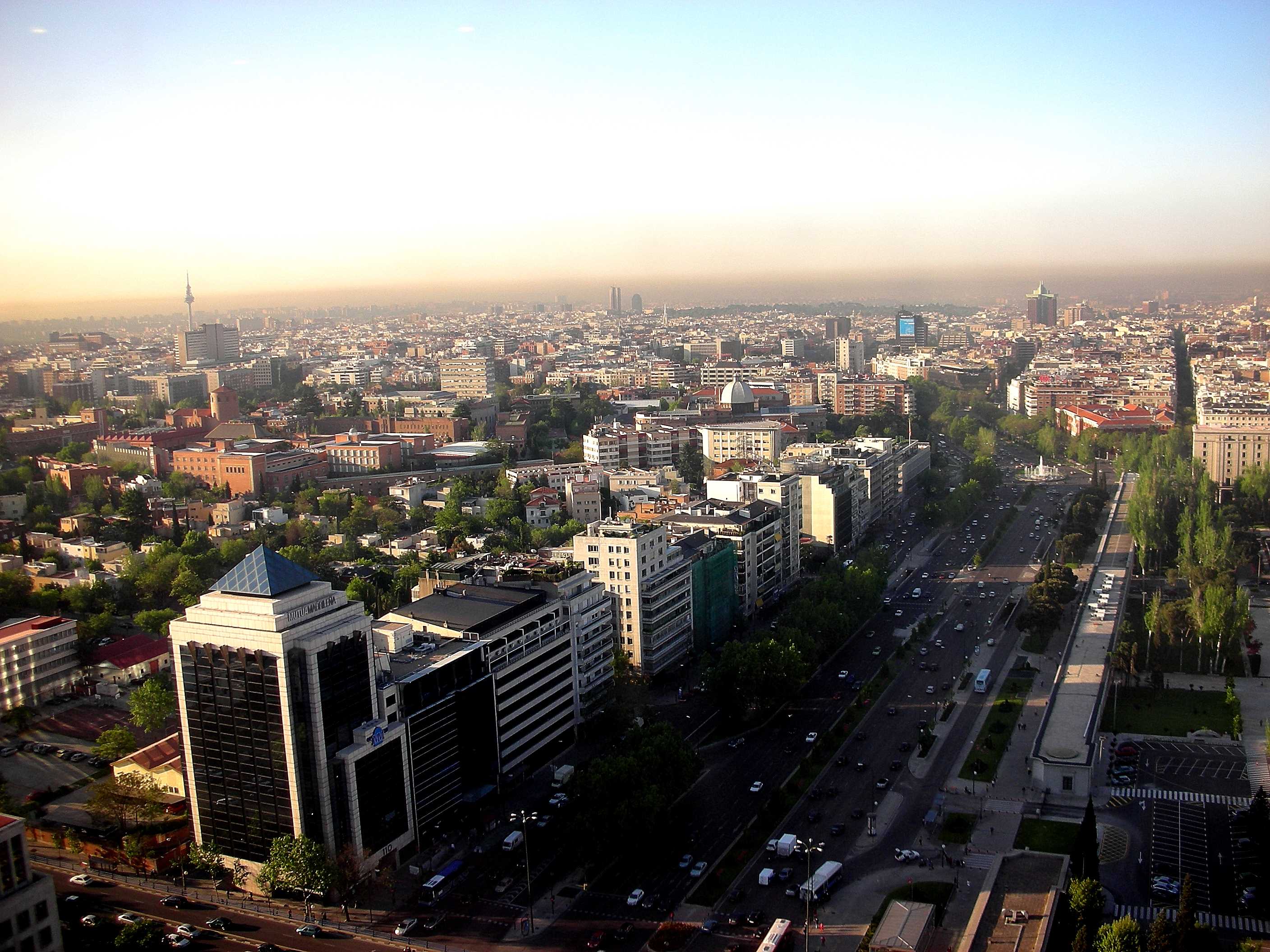
Vista aerea
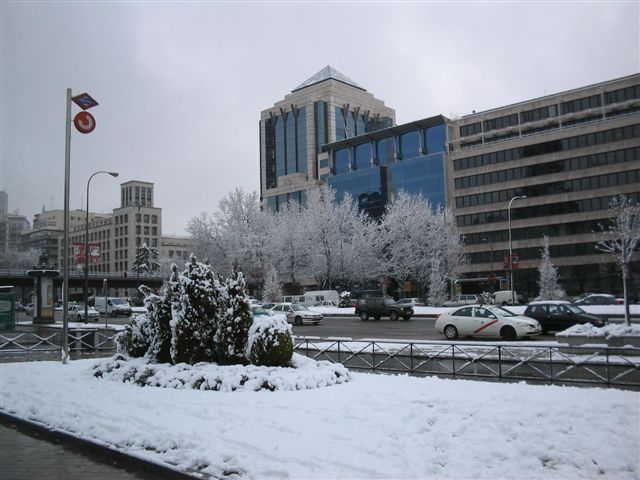
Castellana 110
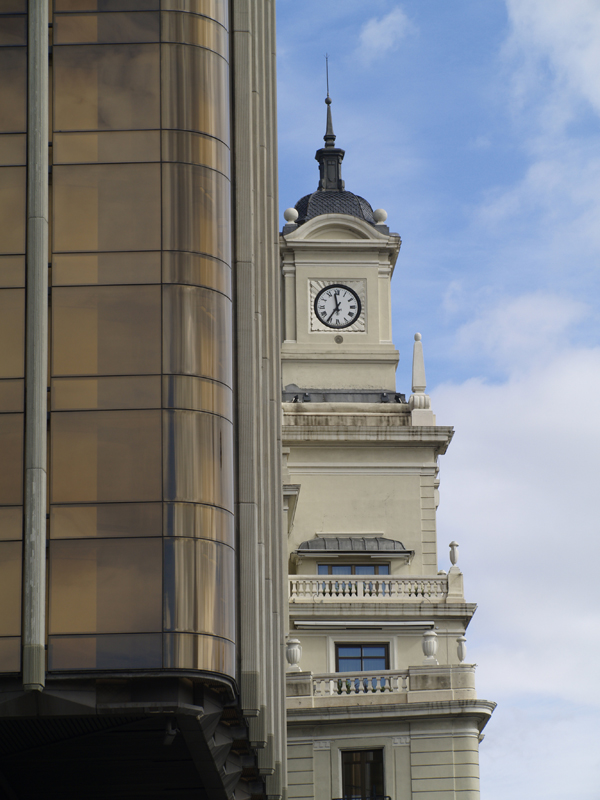
Castellana 1
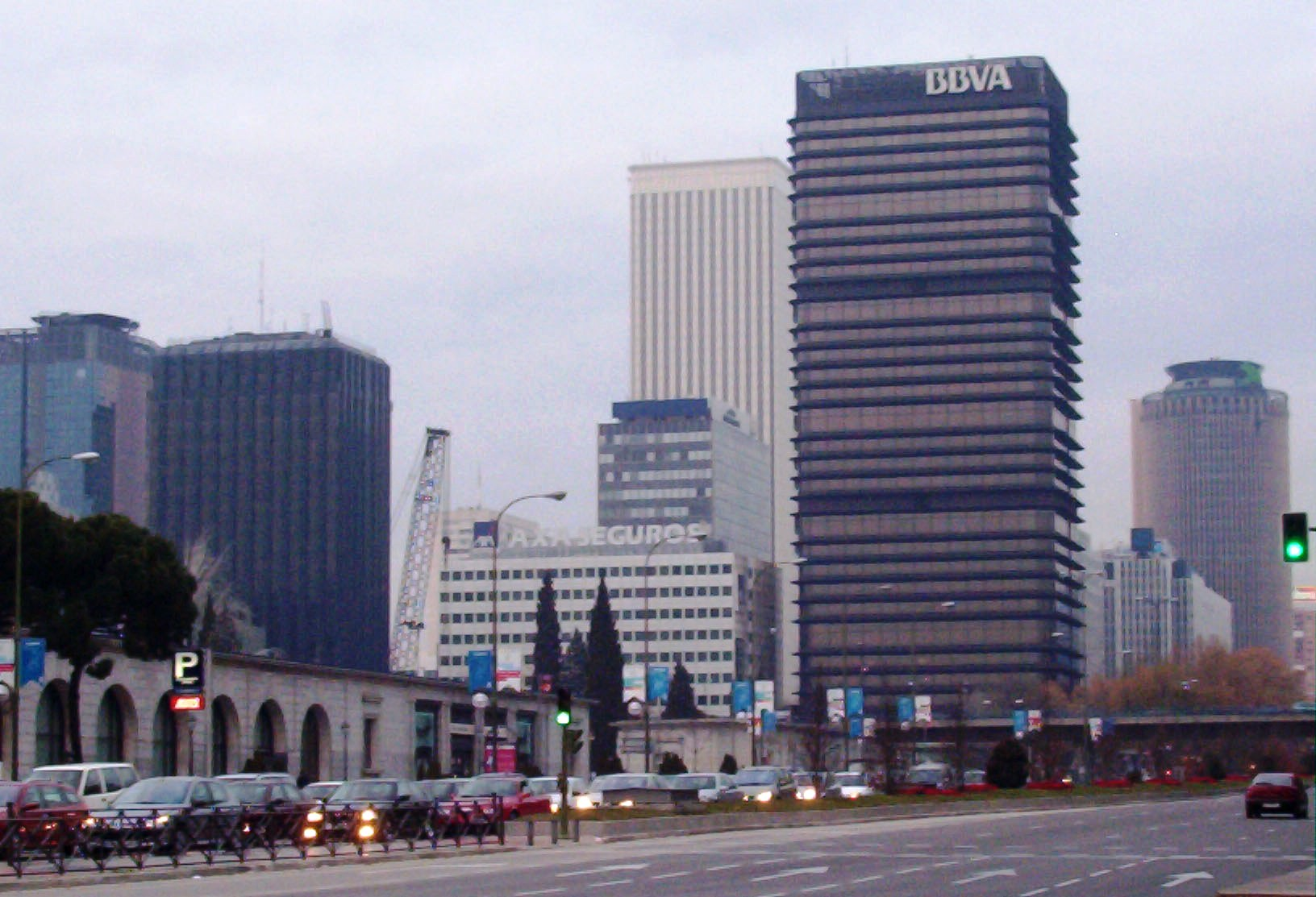
AZCA
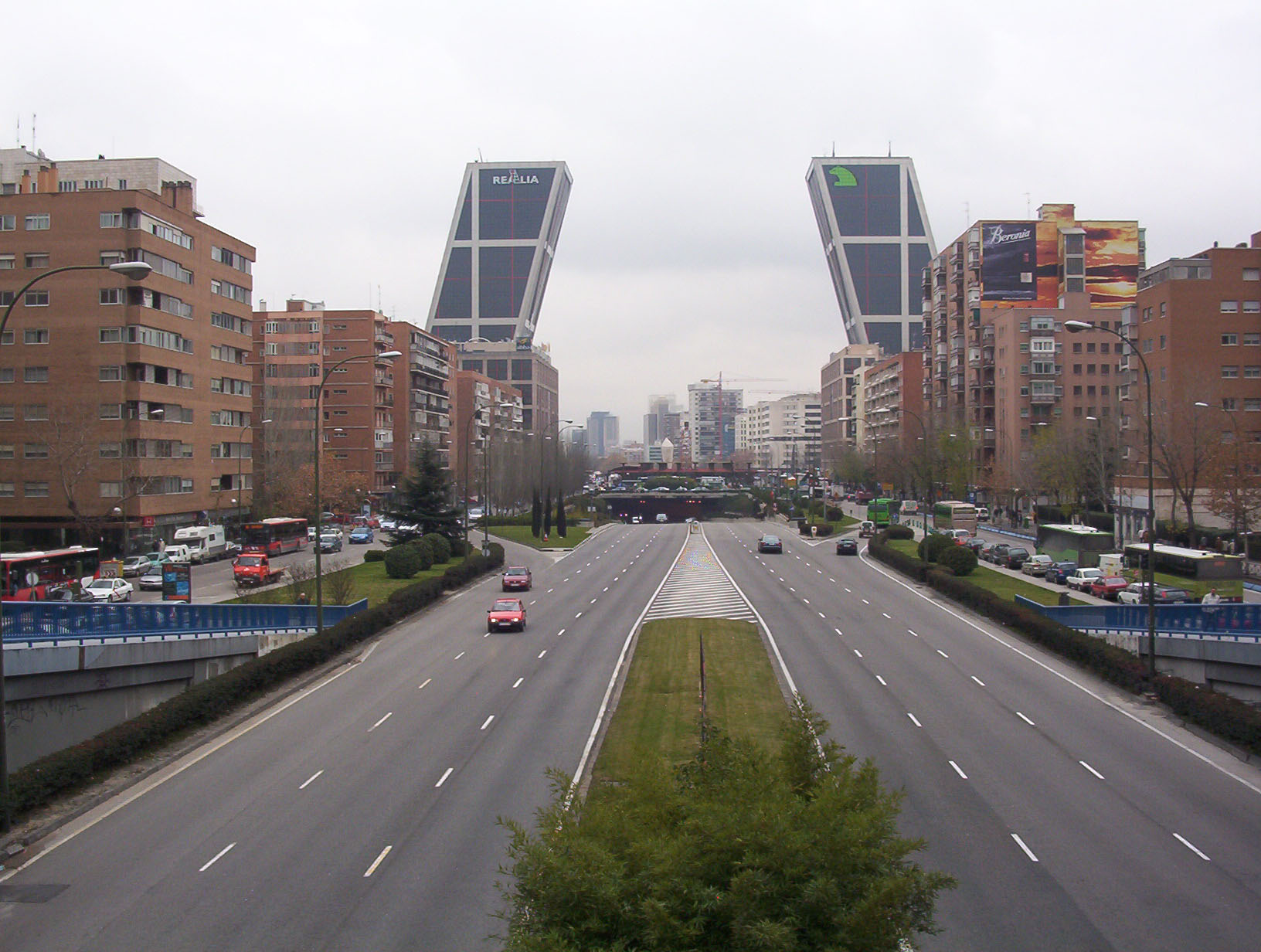
Puerta de Europa
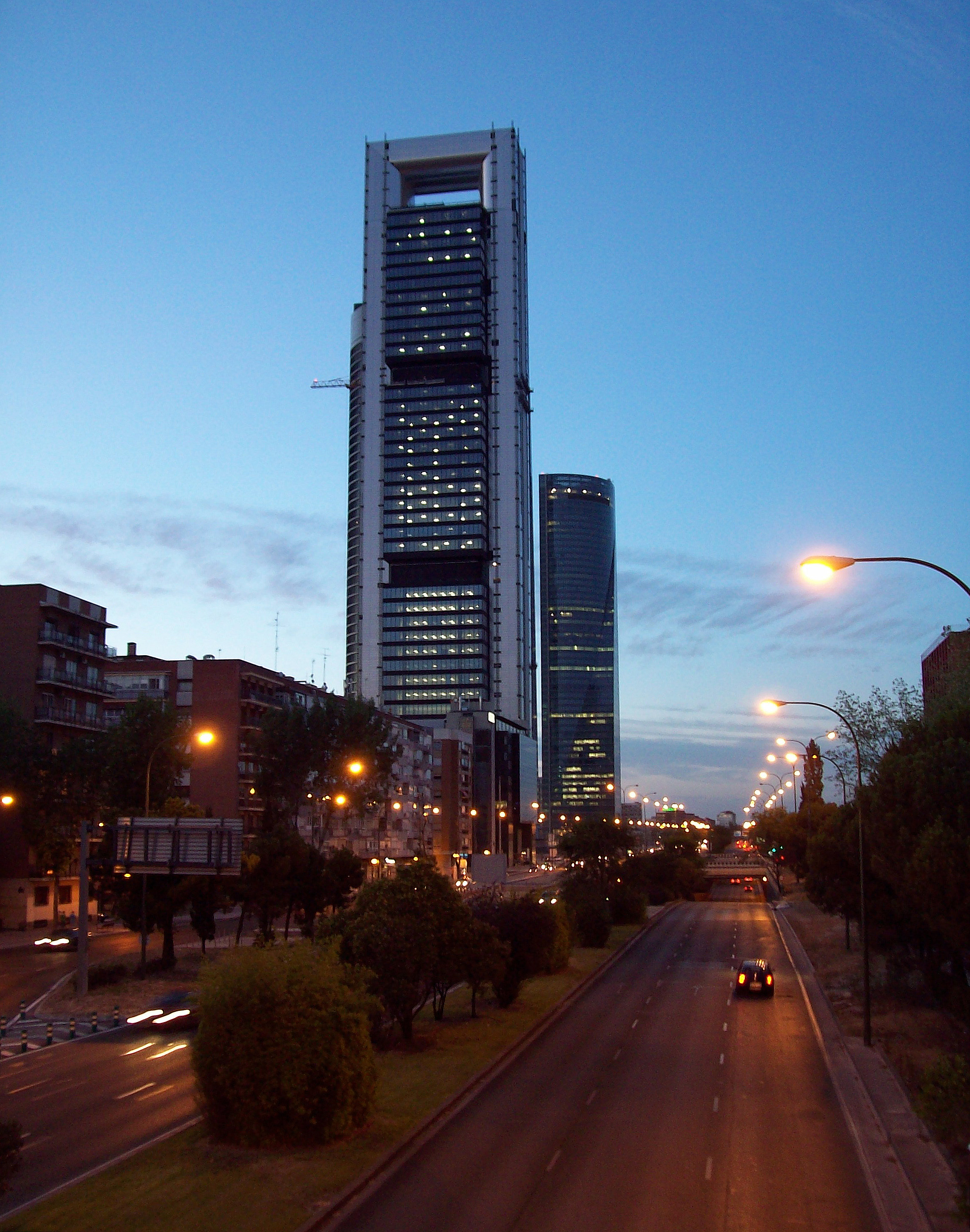
Cuatro Torres
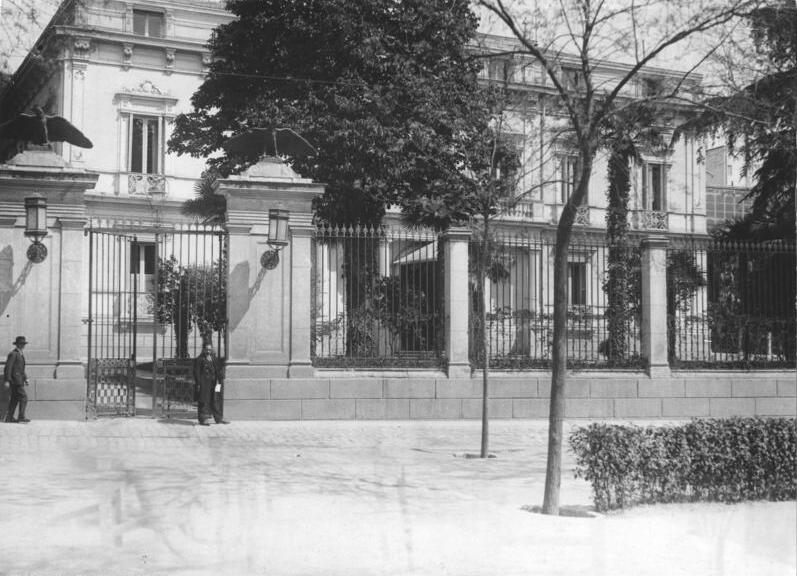
Ambasciata tedesca, 1930